# Armando Martín Borque
Armando Martín Borque (Soria, 15 de abril de 1921-Torreón, 20 de julio de 2011) fue un empresario español, nacido en Soria, y a los 5 años llegó a la Zona metropolitana de Torreón, y en 1968 fue el fundador de la Organización Soriana junto con Francisco Martín Borque, y murió el 20 de julio de 2011 en Torreón, Coahuila.